# Eren Tozlu
Eren Tozlu (Giresun, 27 dicembre 1990) è un calciatore turco, attaccante dell'Erzurumspor FK.